# Stazione di Ala
Stazione di Ala vasútállomás Olaszországban, Trentino-Alto Adige régióban, Ala településen.

## Vasútvonalak
Az állomást az alábbi vasútvonalak érintik:
- Brenner-vasútvonal

## Kapcsolódó állomások
A vasútállomáshoz az alábbi állomások vannak a legközelebb: 
- Stazione di Serravalle all'Adige
- Stazione di Avio